# مقاطعة برلت أندرة طرانة
مقاطعة برلت أندرة طرانة أو بارليتا أندريا تراني (بالإيطالية: Provincia di Barletta-Andria-Trani)‏، مقاطعة جنوب إيطاليا في إقليم بولية، والعاصمة مشتركة بين مدن برلت وأندرة وطرانة وقد استحدثت هذه المقاطعة بقرار صيف 2004 باقتطاع أراضي من مقاطعة باري ومقاطعة فُدجة وستدخل حيز التنفيذ بحلول عام 2008. ويبلغ مجموع سكانها 384.293 وتبلغ مساحتها 1538,66 كيلومتر مربع وبها 10 مدن وبلدات. يخترقها نهر أوفانتو ويحدها من جهة الشمالية الغربية مقاطعة فُدجة، ومن الشمال الشرقي بحر البنادقة، من الجنوب الشرقي مقاطعة باري، ومن الجنوب إقليم بزلكاتة عند مقاطعة بُتنسة.

## أهم المدن
|   | المدينة | الاسم بالإيطالية | السكان |
| - | ------- | ---------------- | ------ |
| 1 | أندرة   | Andria           | 97.382 |
| 2 | برلت    | Barletta         | 93.104 |
| 3 | طرانة   | Trani            | 53.520 |
| 4 | بشتالية | Bisceglie        | 53.405 |
| 5 | قنوصة   | Canosa di Puglia | 31.445 |